# Saara
Saara là một đô thị trong bang Thuringia. Đô thị này thuộc huyện Altenburger Land.
Các đô thị gần Saara gồm thành phố Altenburg, Altkirchen, thành phố Gößnitz, Nobitz, thành phố Schmölln, và Ziegelheim ở huyện Altenburger Land; cũng như Schönberg và Oberwiera ở huyện Chemnitzer Land.
Saara có 25 đơn vị dân cư: Saara, Bornshain, Burkersdorf (near Altenburg), Gardschütz, Gieba, Gleina, Gösdorf, Goldschau, Großmecka, Heiligenleichnam, Kaimnitz, Kleinmecka, Lehndorf, Löhmigen, Löpitz, Maltis, Mockern, Podelwitz, Runsdorf, Selleris, Taupadel, Tautenhain, Zehma, Zürchau, và Zumroda.
Đô thị Saara được lập ngày 1 tháng 1 năm 1996 thông qua việc hợp nhất Lehndorf, Mockern, Podelwitz, Taupadel, và Zehma.